# Manuel Orazi
Manuel Orazi (* 1860 in Rom; † 1934 in Paris) war ein italienischer Grafiker und Maler des Jugendstils.
Er schuf 1895 in Zusammenarbeit mit Austin de Crose den „Magischen Kalender“, gedruckt in einer Auflage von 777 Exemplaren.
Er illustrierte u. a. die „Die Blumen des Bösen“ von Charles Baudelaire, Ma petite Ville von Jean Lorrain und „Salome“ von Oscar Wilde.
Er entwarf auch Juwelen, gezeigt 1896 im von Siegfried Bing gegründeten Pariser Salon Maison de l’Art Nouveau.
1921 entwarf er die Bauten zum französischen Stummfilm Die Herrin von Atlantis von Jacques Feyder.

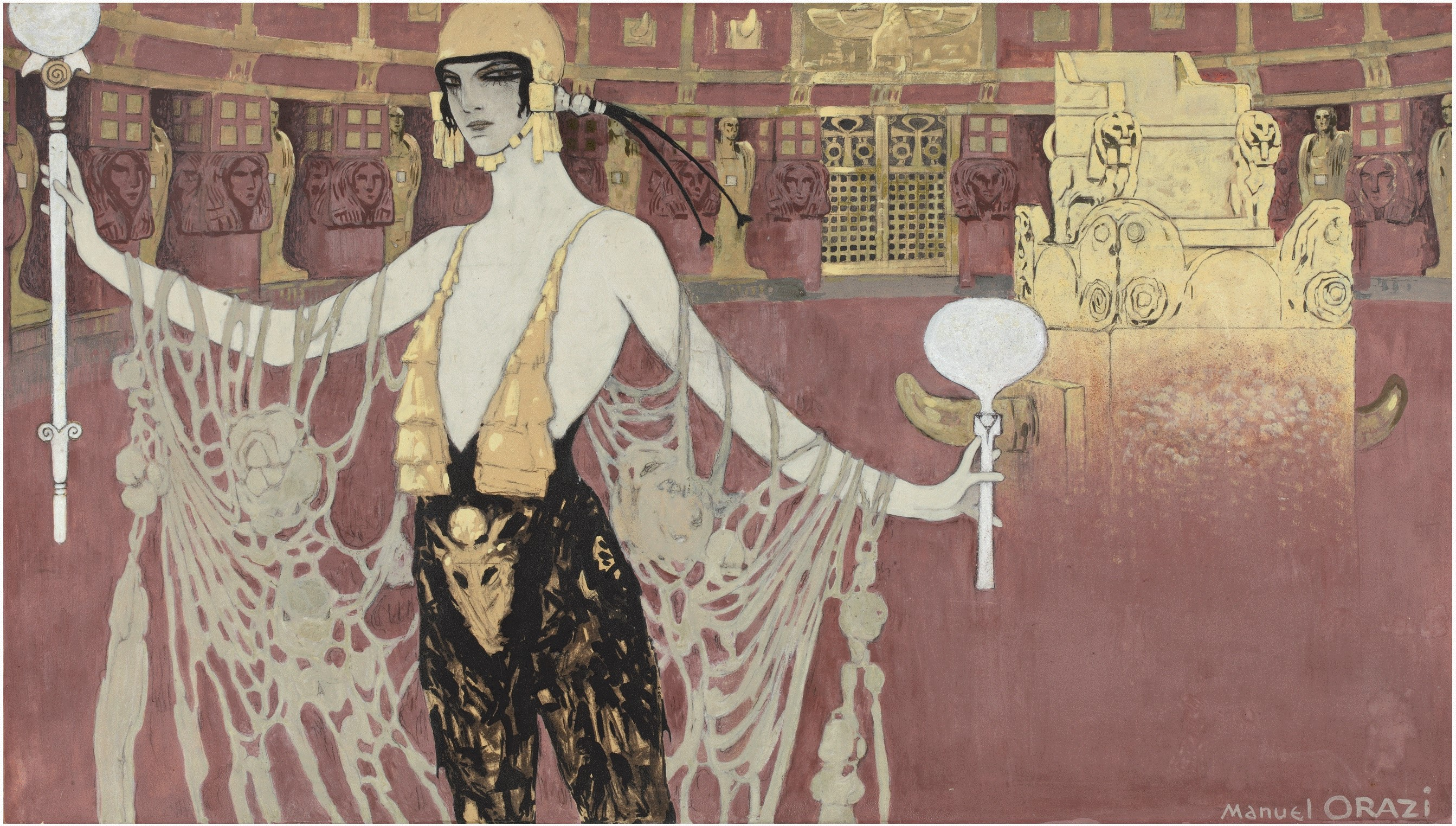
Filmplakat “L’Atlantide” 1921
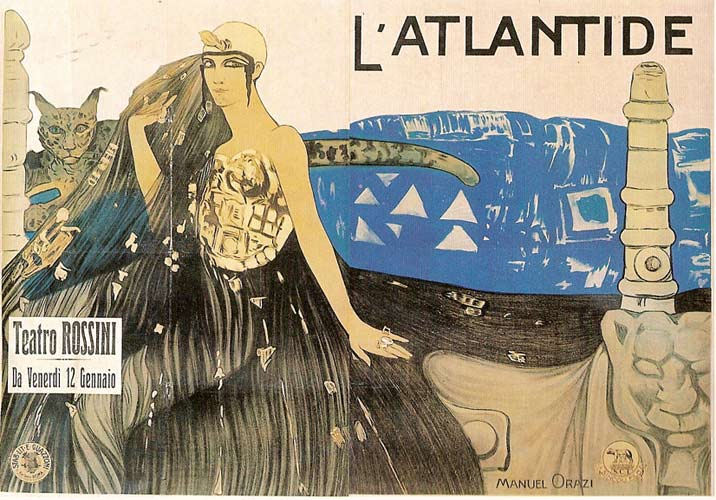
Filmplakat “L’Atlantide” 1921
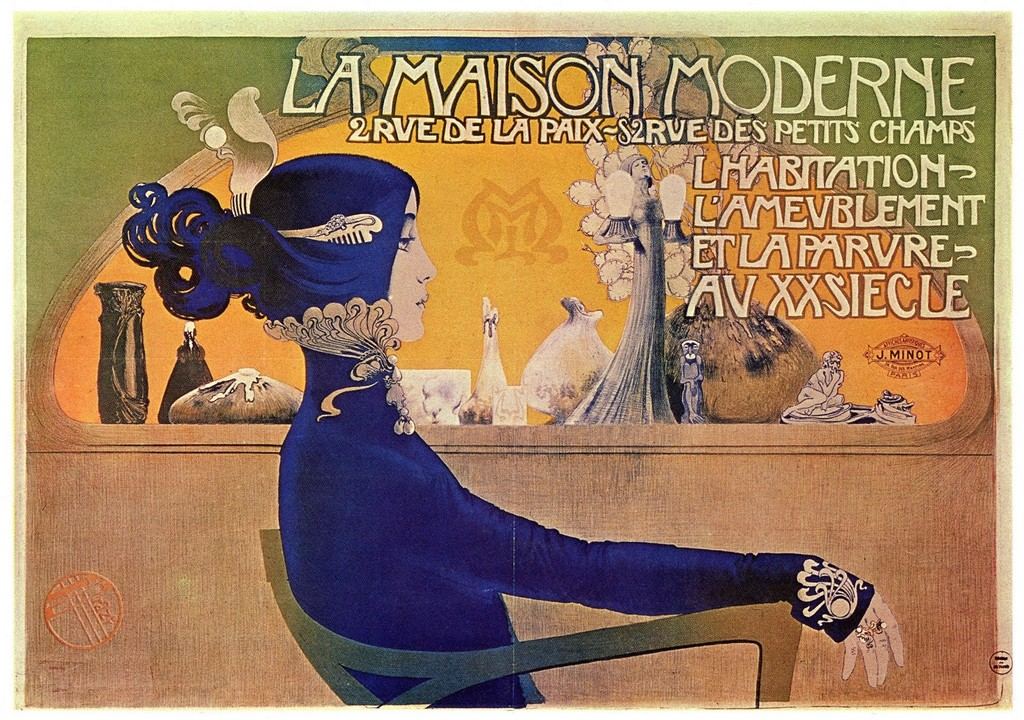
Werbeplakat 1902
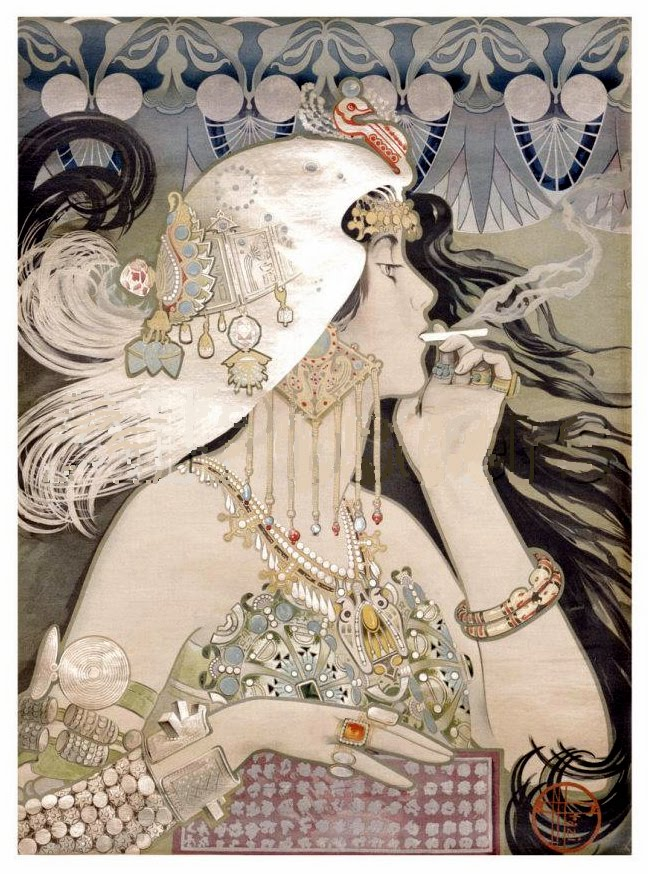
Werbeplakat
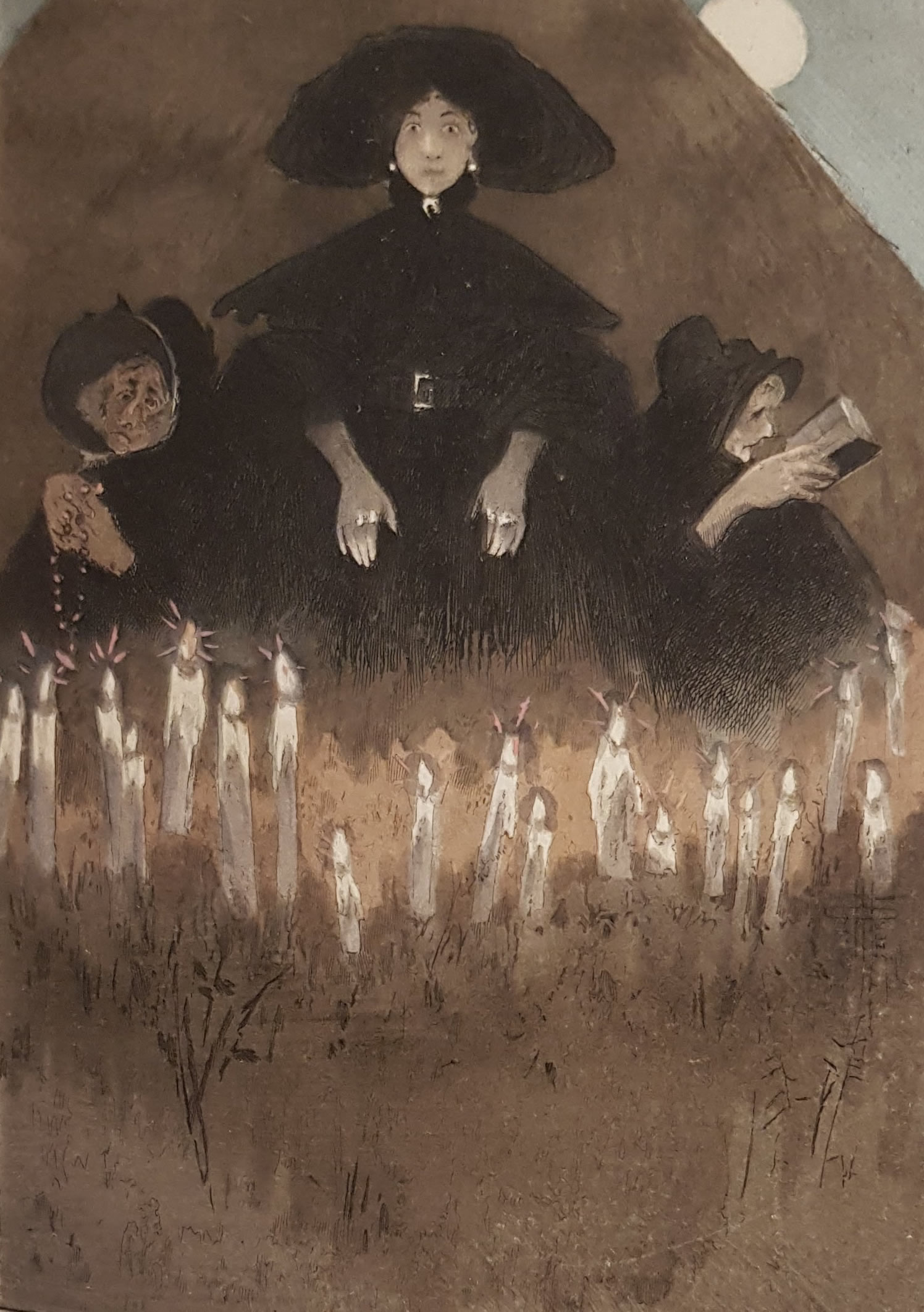
Illustration für Ma petite Ville de Jean Lorrain, 1889